# Homalenotus
Homalenotus – rodzaj kosarzy z podrzędu Eupnoi i rodziny Sclerosomatidae.

## Występowanie
Przedstawiciele rodzaju zamieszkują południową i zachodnią Europę, Azory oraz Północną Afrykę.

## Systematyka
Opisano dotąd 13 gatunków kosarzy z tego rodzaju
- Homalenotus armatus (Roewer, 1915)
- Homalenotus buchneri (Schenkel, 1936)
- Homalenotus coriaceus (Simon, 1879)
- Homalenotus graecus Roewer, 1957
- Homalenotus laranderas Grasshof, 1959
- Homalenotus lusitanicus (Kulczynski, 1909)
- Homalenotus machadoi (Rambla, 1968)
- Homalenotus maroccanus Roewer, 1957
- Homalenotus monoceros C.L.Koch, 1839
- Homalenotus oraniense (Lucas, 1847)
- Homalenotus quadridentatus (Cuvier, 1795)
- Homalenotus remyi (Roewer, 1957)
- Homalenotus roeweri Kraus, 1959